# 伊藤信吾
伊藤信吾（いとう しんご、1968年 - ）は、日本の実業家、男前豆腐店代表取締役社長。千葉県市川市出身。明治大学経営学部卒業。
「男前豆腐」「風に吹かれて豆腐屋ジョニー」など、今までにないユニークで斬新なコンセプトの豆腐を開発。この豆腐にちなみ自らのニックネームも「ジョニー」とする。

## 来歴
幼いときから目立ちたいという願望があったが、小児喘息のため運動ができず、そのようなチャンスは伊藤になかった。会計士を目指し、明治大学経営学部を卒業後、知人に請われ、シンガポールのフカヒレを扱う貿易会社で経理の仕事を始めた。帰国後は築地の水産会社で勤務する。水産物の流通を学んだ後に、これを専門として自立しようという目的からだった。
しかし、1993年に父親の経営する三和豆友食品に引き込まれてしまう。豆腐を造るというのも面白いと伊藤は考えたが、旨い豆腐をつくるよりも製品の価格が重視される従来の営業方針に疑問を持ち、本当に旨い豆腐を造りたいと伊藤は思うようになった。また、多くの豆腐がありきたりな物であったことから、他とは違った個性がある豆腐を造ろうとした。そして、1999年に営業部次長に就任。商品の企画を担当するようになり、「おたま豆腐」、「男前豆腐」などの新商品を開発。これらは人気商品となった。2004年には常務取締役に就任。また、ヒット商品「風に吹かれて豆腐屋ジョニー」を開発した。
さらに独自のスタイルを発展させるため、2005年3月に男前豆腐店有限会社を設立し代表取締役社長に就任。8月に今までの会社を辞めて、9月に男前豆腐店を株式会社に改組し、京都府南丹市に移転した。2006年からは新製品「ジョニ男」の開発や山梨県で新工場の稼動などをしている。

## テレビ出演
- 日経スペシャル カンブリア宮殿「ヒットの法則 物語で客の心をつかめ」（2006年9月25日、テレビ東京）[3]。

## 著書
- 『風に吹かれて豆腐屋ジョニー 実録男前豆腐店ストーリー』（2006年8月16日、講談社）ISBN 9784062135122

## 参考
1. 1 2 3  。三股理「作ってます！ 伊藤信吾＜豆腐＞」読売ウィークリー3057号、読売新聞社、2006年。
2. 1 2  男前豆腐店 社長　伊藤信吾 氏 (イノベーティブワン) - ウェイバックマシン（2008年12月25日アーカイブ分）
3. ↑  「ヒットの法則　物語で客の心をつかめ」 - テレビ東京 2006年9月25日